# Opere di difesa veneziane tra XVI e XVII secolo: Stato da Terra-Stato da Mar occidentale
Le opere di difesa veneziane tra XVI e XVII secolo: Stato da Terra-Stato da Mar occidentale sono un sito seriale transnazionale inserito dall'UNESCO nella lista del Patrimonio Mondiale il 9 luglio 2017. La serie comprende sei località in cui ci sono le opere di difesa della Repubblica di Venezia, comprendendo beni che si trovano dalla Lombardia fino alle coste orientali del Mare Adriatico.
Le fortificazioni erano sorte nello Stato da Terra per proteggere la Repubblica di Venezia dalle altre potenze europee a nord-ovest, mentre quelle dello Stato da Mar per proteggere le vie marittime e i porti del mare Adriatico dalle incursioni provenienti dal Levante. Tutte queste opere erano necessarie per sostenere il commercio e l'autorità della Serenissima.
L'introduzione della polvere da sparo portò ad importanti cambiamenti nell'architettura e nelle tecniche militari, che si riflettono nella progettazione di moderne fortificazioni.
Il centro storico e le fortificazioni di Cattaro sono altresì incluse nell'altro sito Unesco denominato Regione naturale e storico-culturale delle Bocche di Cattaro.

## I sei luoghi del sito seriale

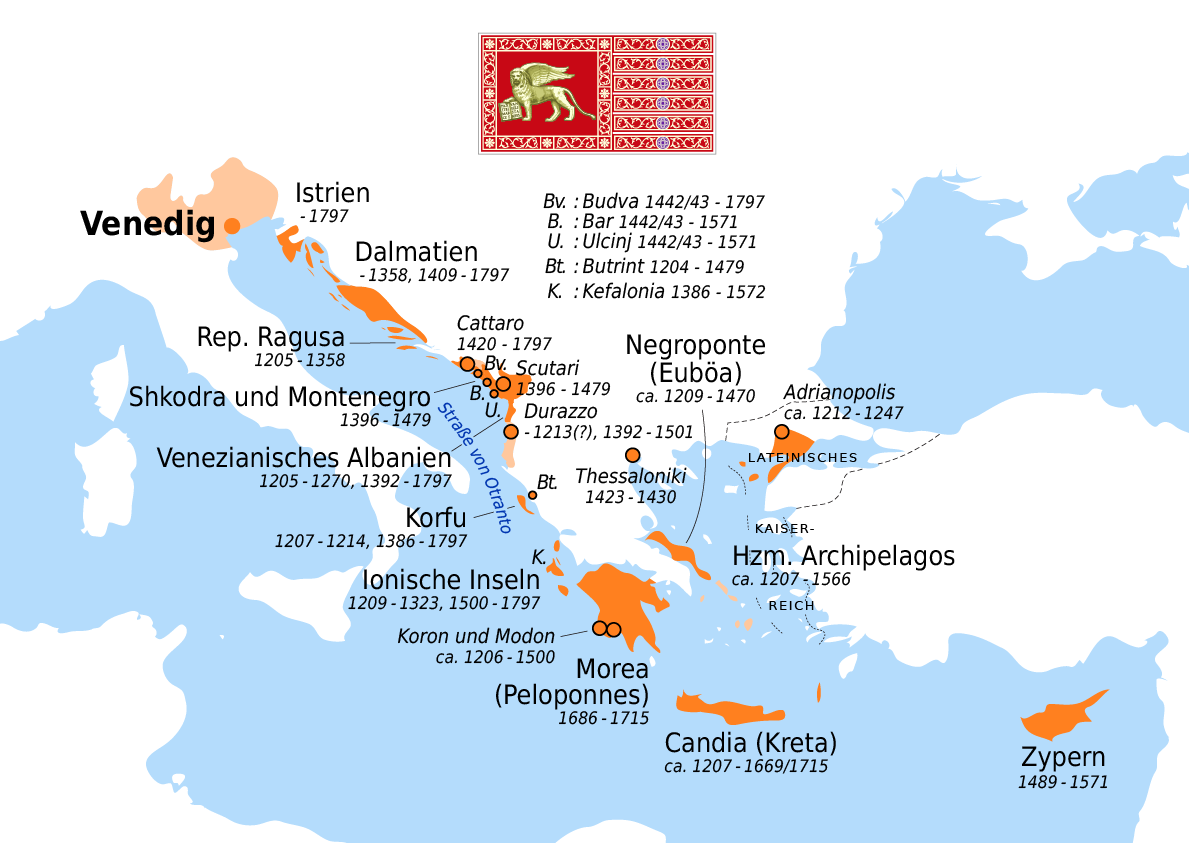
Mappa delle colonie veneziane

| Numero   | Paese      | Suddivisione                | Comune              | Sito                                     | Area (ha)                            | Coordinate            | Immagine |
| -------- | ---------- | --------------------------- | ------------------- | ---------------------------------------- | ------------------------------------ | --------------------- | -------- |
| 1533-001 | Italia     | Lombardia                   | Bergamo             | Città fortificata di Bergamo             | bene: 119,61 zona cuscinetto: 446,07 | 45°42′12″N 9°39′49″E  |          |
| 1533-002 | Italia     | Veneto                      | Peschiera del Garda | Città fortificata di Peschiera del Garda | bene: 36,67 zona cuscinetto: 143,85  | 45°26′20″N 10°41′39″E |          |
| 1533-003 | Italia     | Friuli-Venezia Giulia       | Palmanova           | Città-fortezza di Palmanova              | bene: 193,73 zona cuscinetto: 296,27 | 45°54′22″N 13°18′35″E |          |
| 1533-004 | Croazia    | Regione zaratina            | Zara                | Sistema difensivo di Zara                | bene: 11,19 zona cuscinetto: 240,45  | 44°06′42″N 15°13′49″E |          |
| 1533-005 | Croazia    | Regione di Sebenico e Tenin | Sebenico            | Fortezza di San Nicolò                   | bene: 0,85 zona cuscinetto: 523,79   | 43°43′17″N 15°51′17″E |          |
| 1533-006 | Montenegro | Cattaro                     | Cattaro             | Città fortificata di Cattaro             | bene: 16,32 zona cuscinetto: 99,19   | 42°25′25″N 18°46′19″E |          |